# Oractiidae
Oractiidae is een familie uit de orde van de zeeanemonen (Actiniaria). De familie is voor het eerst wetenschappelijk beschreven door Riemann-Zürneck in 2000. De familie omvat 1 geslachten en 2 soorten.